# Allan Okello
Allan Okello (Lira, 4 luglio 2000) è un calciatore ugandese, centrocampista del Vipers e della nazionale ugandese.

## Caratteristiche tecniche
È un centrocampista offensivo.

## Carriera

### Club
Ha giocato nella prima divisione ugandese ed in quella algerina.

### Nazionale
Il 27 luglio 2019 ha esordito con la nazionale ugandese disputando l'incontro del campionato delle nazioni africane vinto 3-1 contro la Somalia.

## Statistiche

### Presenze e reti nei club
Statistiche aggiornate al 19 giugno 2025
| Stagione          | Squadra           | Campionato        | Campionato | Campionato | Coppe nazionali | Coppe nazionali | Coppe nazionali | Coppe continentali | Coppe continentali | Coppe continentali | Altre coppe | Altre coppe | Altre coppe | Totale | Totale |
| Stagione          | Squadra           | Comp              | Pres       | Reti       | Comp            | Pres            | Reti            | Comp               | Pres               | Reti               | Comp        | Pres        | Reti        | Pres   | Reti   |
| ----------------- | ----------------- | ----------------- | ---------- | ---------- | --------------- | --------------- | --------------- | ------------------ | ------------------ | ------------------ | ----------- | ----------- | ----------- | ------ | ------ |
| gen.-mar. 2020    | Paradou AC        | D1                | 1          | 0          | CA              | 2               | 1               | -                  | -                  | -                  | -           | -           | -           | 3      | 1      |
| 2020-2021         | Paradou AC        | D1                | 16         | 2          | CA              | 0               | 0               | -                  | -                  | -                  | -           | -           | -           | 16     | 2      |
| 2021-2022         | Paradou AC        | D1                | 15         | 1          | CA              | 0               | 0               | -                  | -                  | -                  | -           | -           | -           | 15     | 1      |
| Totale Paradou AC | Totale Paradou AC | Totale Paradou AC | 32         | 3          |                 | 2               | 1               |                    | -                  | -                  |             | -           | -           | 34     | 4      |
| 2022-2023         | Kampala City      | UPL               | 27         | 6          | CU              | -               | -               | -                  | -                  | -                  | -           | -           | -           | 27     | 6      |
| 2023-2024         | Vipers SC         | UPL               | 21         | 3          | CU              | -               | -               | -                  | -                  | -                  | -           | -           | -           | 21     | 3      |
| 2024-2025         | Vipers SC         | UPL               | 30         | 19         | CU              | 4               | 0               | -                  | -                  | -                  | -           | -           | -           | 30     | 19     |
| Totale carriera   | Totale carriera   | Totale carriera   | 110        | 31         |                 | 6               | 1               |                    | -                  | -                  |             | -           | -           | 116    | 32     |

### Cronologia presenze e reti in nazionale
| Cronologia completa delle presenze e delle reti in nazionale ― Uganda | Cronologia completa delle presenze e delle reti in nazionale ― Uganda | Cronologia completa delle presenze e delle reti in nazionale ― Uganda | Cronologia completa delle presenze e delle reti in nazionale ― Uganda | Cronologia completa delle presenze e delle reti in nazionale ― Uganda | Cronologia completa delle presenze e delle reti in nazionale ― Uganda | Cronologia completa delle presenze e delle reti in nazionale ― Uganda | Cronologia completa delle presenze e delle reti in nazionale ― Uganda |
| Data                                                                  | Città                                                                 | In casa                                                               | Risultato                                                             | Ospiti                                                                | Competizione                                                          | Reti                                                                  | Note                                                                  |
| --------------------------------------------------------------------- | --------------------------------------------------------------------- | --------------------------------------------------------------------- | --------------------------------------------------------------------- | --------------------------------------------------------------------- | --------------------------------------------------------------------- | --------------------------------------------------------------------- | --------------------------------------------------------------------- |
| 8-9-2019                                                              | Nairobi                                                               | Kenya                                                                 | 1 – 1                                                                 | Uganda                                                                | Amichevole                                                            | -                                                                     | 88’                                                                   |
| 17-11-2019                                                            | Kampala                                                               | Uganda                                                                | 2 – 0                                                                 | Malawi                                                                | Qual. Coppa d'Africa 2021                                             | -                                                                     | 66’                                                                   |
| 12-11-2020                                                            | Kampala                                                               | Uganda                                                                | 1 – 0                                                                 | Sudan del Sud                                                         | Qual. Coppa d'Africa 2021                                             | -                                                                     | 60’                                                                   |
| 16-11-2020                                                            | Nairobi                                                               | Sudan del Sud                                                         | 1 – 0                                                                 | Uganda                                                                | Qual. Coppa d'Africa 2021                                             | -                                                                     | 88’                                                                   |
| 29-3-2021                                                             | Blantyre                                                              | Malawi                                                                | 1 – 0                                                                 | Uganda                                                                | Qual. Coppa d'Africa 2021                                             | -                                                                     | 56’                                                                   |
| 10-6-2021                                                             | Johannesburg                                                          | Sudafrica                                                             | 3 – 2                                                                 | Uganda                                                                | Amichevole                                                            | -                                                                     | 80’                                                                   |
| 11-11-2021                                                            | Kampala                                                               | Uganda                                                                | 1 – 1                                                                 | Kenya                                                                 | Qual. Mondiali 2022                                                   | -                                                                     | 70’                                                                   |
| 14-11-2021                                                            | Agadir                                                                | Mali                                                                  | 1 – 0                                                                 | Uganda                                                                | Qual. Mondiali 2022                                                   | -                                                                     | 82’                                                                   |
| 25-3-2022                                                             | Tashkent                                                              | Uganda                                                                | 1 – 1                                                                 | Tagikistan                                                            | Amichevole                                                            | -                                                                     | 60’                                                                   |
| 29-3-2022                                                             | Tashkent                                                              | Uzbekistan                                                            | 4 – 2                                                                 | Uganda                                                                | Amichevole                                                            | -                                                                     | 65’                                                                   |
| 4-6-2022                                                              | Algeri                                                                | Algeria                                                               | 2 – 0                                                                 | Uganda                                                                | Qual. Coppa d'Africa 2023                                             | -                                                                     | 55’                                                                   |
| 8-6-2022                                                              | Kampala                                                               | Uganda                                                                | 1 – 1                                                                 | Niger                                                                 | Qual. Coppa d'Africa 2023                                             | -                                                                     | 74’                                                                   |
| 24-3-2023                                                             | Ismailia                                                              | Uganda                                                                | 0 – 1                                                                 | Tanzania                                                              | Qual. Coppa d'Africa 2023                                             | -                                                                     | 56’                                                                   |
| 7-6-2024                                                              | Kampala                                                               | Uganda                                                                | 1 – 0                                                                 | Botswana                                                              | Qual. Mondiali 2026                                                   | -                                                                     | 46’                                                                   |
| 6-9-2024                                                              | Pretoria                                                              | Sudafrica                                                             | 2 – 2                                                                 | Uganda                                                                | Qual. Coppa d'Africa 2025                                             | -                                                                     | 46’                                                                   |
| 9-9-2024                                                              | Kampala                                                               | Uganda                                                                | 2 – 0                                                                 | Rep. del Congo                                                        | Qual. Coppa d'Africa 2025                                             | -                                                                     | 74’                                                                   |
| 11-10-2024                                                            | Kampala                                                               | Uganda                                                                | 1 – 0                                                                 | Sudan del Sud                                                         | Qual. Coppa d'Africa 2025                                             | -                                                                     | 46’                                                                   |
| 15-10-2024                                                            | Giuba                                                                 | Sudan del Sud                                                         | 1 – 2                                                                 | Uganda                                                                | Qual. Coppa d'Africa 2025                                             | -                                                                     | 46’                                                                   |
| 15-11-2024                                                            | Kampala                                                               | Uganda                                                                | 0 – 2                                                                 | Sudafrica                                                             | Qual. Coppa d'Africa 2025                                             | -                                                                     | 63’                                                                   |
| 25-3-2025                                                             | Kampala                                                               | Uganda                                                                | 1 – 0                                                                 | Guinea                                                                | Qual. Mondiali 2026                                                   | 1                                                                     |                                                                       |
| Totale                                                                |                                                                       | Presenze                                                              | 20                                                                    |                                                                       | Reti                                                                  | 1                                                                     |                                                                       |

## Palmarès

### Nazionale
- Coppa CECAFA: 1

2019